# Юлиана Нидерландска
Юлиана (пълно име Juliana Louise Emma Marie Wilhelmina van Oranje-Nassau), принцеса на Оранж-Насау, херцогиня на Мекленбург-Шверин (30 април 1909 г. – 20 март 2004 г.) е управляваща кралица на Нидерландия от 6 септември 1948 г. до 30 април 1980 г.

## Биография

### Ранни години и образование
Принцеса Юлиана е родена на 30 април 1909 г. в двореца Нордейнде в Хага. Тя е единствено и дългоочаквано дете на принц Хендрик, херцог на Мекленбург-Шверин и кралица Вилхелмина Нидерландска (раждането на Юлиана идва след няколко неуспешни бременности на майка ѝ).
Юлиана прекарва детството си в двореца Хет Ло в Апелдорн и дворците Нордейнде и Хойс тен Бос в Хага. По съвета на образователен специалист в двореца Хойс тен Бос е сформиран малък клас, така че шестгодишната принцеса да получи началното си образование заедно с деца на своята възраст. Средното си образование получава от частни преподаватели.
С навършване на 18 години (30 април 1927 г.) според конституцията на Нидерландия, Юлиана става пълнолетна и при необходимост може да поеме кралските правомощия. Два дни по-късно майка ѝ я прави член на Държавния съвет.
През 1927 г. принцеса Юлиана постъпва в университета в Лайден, където до 1930 г. изучава предмети, свързани с бъдещите ѝ задължения на държавен глава и с личните ѝ интереси в областта на литературата и религията. Участва в различни студентски дейности. Получава почетен докторат по литература и философия.
След завършване на образованието си, принцеса Юлиана се ангажира с разрешаването на някои социални проблеми. Оглавява специална комисия, основана за подпомагане на жертвите на икономическата криза в Нидерландия в началото на 30-те години. След смъртта на баща си, тя заема неговото място като президент на нидерландския Червен кръст.

### Брак и семейство
През 1936 г. по време на Зимните Олимпийски игри в Германия, Юлиана се запознава с Бернхард, принц на Липе-Бистерфелд. Годежът между двамата е обявен на 8 септември 1936 г. Преди да сключат брак, Бернхард получава нидерландско гражданство. Сватбата се състои на 7 януари 1937 г. (на същата дата се навършват 58 години от сватбата на бабата и дядото на Юлиана – Вилхелм III Нидерландски и кралица Ема). Юлиана и Бернхард се установяват в двореца Сустдейк в Баарн.
До началото на Втората световна война им се раждат две дъщери – Беатрикс и Ирене. Германската инвазия на 10 май 1940 г. принуждава Юлиана и Бернхард да напуснат страната заедно с децата си. Те отиват в Обединеното кралство, а месец по-късно принцесата отвежда дъщерите си в Канада, където живеят в Рокклиф, предградие на Отава. По време на войната Юлиана работи активно за нидерландския Червен кръст и поддържа контакти с нидерландските колонии в Канада и САЩ. Принц Бернхард, който остава в Лондон, заедно с кралица Вилхелмина, успява да посети семейството си в Канада няколко пъти. В Отава се ражда и третата дъщеря на двамата – Маргрит. Един от кръстниците ѝ е Франклин Рузвелт. 
През април 1945 г. принцеса Юлиана и кралица Вилхелмина се връщат в освободената част на Нидерландия; цялото семейство се събира отново на нидерландска земя през август същата година. Веднага след завръщането си в страната, принцесата се включва в операция за подпомагане на хората в северната част на страната, където гладът предишната зима е взел много жертви. След капитулацията на Германия през май, същата година, Юлиана участва в различни дейности за оказване на помощ на жертвите от войната. Оглавява Изпълнителния комитет на Съвета за реабилитиране на нидерландския народ. През пролетта на 1946 г. посещава заедно със съпруга си страни, помогнали на Нидерландия по време на окупацията.
През 1947 г. се ражда четвъртата дъщеря на Юлиана и Бернхард – Мария Христина (Марейке). По време на бременността Юлиана боледува от рубеола и детето се ражда със силно увредено зрение, което впоследствие се подобрява. 

### Кралица на Нидерландия
Принцеса Юлиана изпълнява за известно време функциите на регент през есента на 1947 г. и през 1948 г., когато по здравословни причини кралица Вилхелмина е възпрепятствана при изпълнението на задълженията си. Вилхелмина обявява решението си да абдикира и на 4 септември 1948 Юлиана става новата кралица на Нидерландия. Управлението ѝ е белязано от драматични събития.
През 1949 г. тя подписва акт, с който обявява независимостта на Индонезия след 346 години колониално управление. През 1953 г. големи наводнения в страната вземат много жертви и кралицата лично посещава всички засегнати райони и предприема мерки да се осигури международна помощ. Въпреки трудностите, през първата декада от управлението на Юлиана страната постига икономически напредък. Създаден е Бенелюкс; страната се присъединява към NATO и една от шестте, подписали Договора от Рим, поставил началото на Европейската икономическа общност. През 1975 г. кралица Юлиана подписва акта за независимостта на Суринам.
През годините Юлиана се занимава активно с дейности, свързани със социалната сфера. Прави чести посещения в различни здравни и социални институции. В международен план работи за разрешаване на проблемите в развиващите се страни, за подпомагане на бежанците и за децата по света. Нееднократно прави големи дарения за каузи в полза на децата и младежта. За дейността си в полза на обществото, кралица Юлиана става доктор хонорис кауза на социалните науки на Грьонингенския университет през 1964 г. 

### Абдикация, късни години и смърт
На 31 януари 1980 г. Юлиана обявява официално решението си да абдикира в полза на дъщеря си Беатрикс на 30 април същата година (71-вия ѝ рожден ден). В деня, когато Беатрикс се възкачва на престола, обявява, че в знак на почит към майка си желае 30 април да се празнува като официален рожден ден на кралицата (и национален празник). Официалната титла на Юлиана след абдикацията е „Нейно величество кралицата-майка на Нидерландия“, но тя предпочита обръщението „Принцеса Юлиана Нидерландска“.
Принцеса Юлиана още известно време е социално ангажирана, като от началото на 90-те постепенно се оттегля от публичния живот. До 1994 г. всяка зима заедно с принц Бернхард ходят на ски, обикновено в Австрия. 
Умира на 20 март 2004 г. в замъка Сустдейк, Баарн.  Погребана е на 30 март в кралската крипта в Новата църква в Делфт.
Бернхард Нидерландски умира на 1 декември същата година и е погребан до нея.

## Потомство
Юлиана Нидерландска и принц Бернхард имат четири деца:
- Беатрикс (р. 31 януари 1938 г., кралица на Нидерландия след 30 април 1980)
- Ирене (р. 5 август 1939 г.)
- Маргрит (р. 19 януари 1943 г.)
- Мария Христина (р. 18 февруари 1947 г.)